# Creu de la plaça de Casserres
La creu de la plaça de Casserres és una creu de ferro damunt d'un pilar de pedra situada a la plaça de la Creu de Casserres (Berguedà), a la que dona nom.

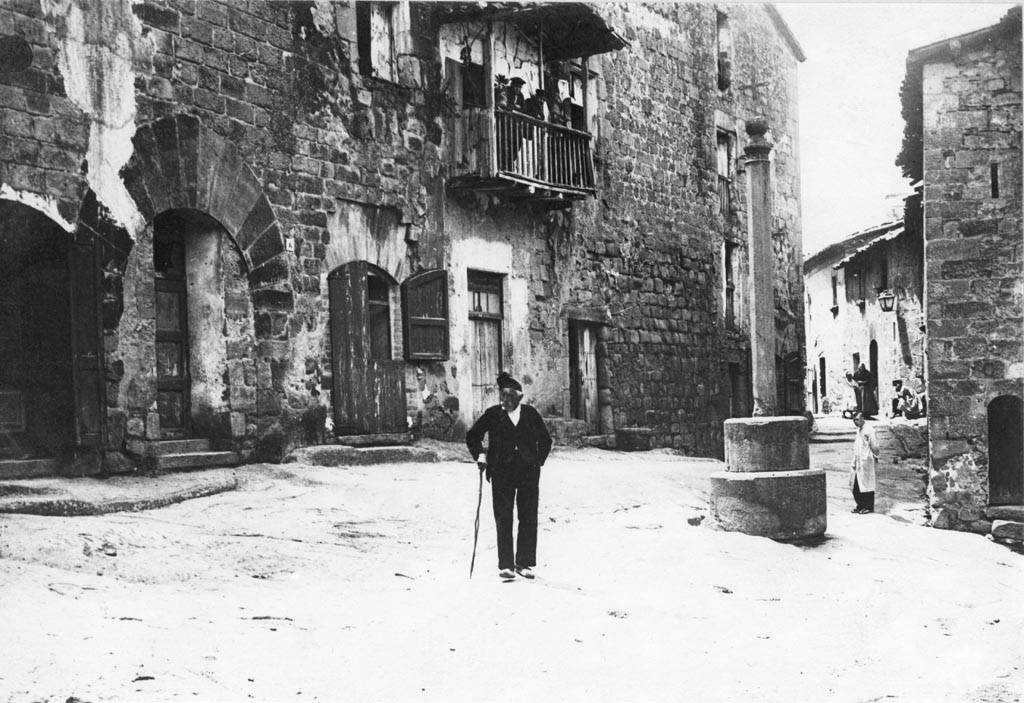
La creu a principis del segle XX

En aquesta creu voltaven les processons del viacrucis en la Setmana Santa. Inicialment la creu era de pedra, sobre una columna de pedra de secció quadrada amb els escaires bisellats, que rematava en una bola, tot d'una peça. Dos grans blocs escalonats de pedra picada rodons feien de pedestal a la columna. La creu amb el desgast del temps s'enderrocà i es substituí per una creu de ferro. El 1936, duran la guerra civil, es va destruir la creu, com totes les del terme. Actualment el pilar està situat damunt una peanya de secció circular, també de pedra, situada alhora damunt un podi piramidal amb base quadrada fet de carreus de pedra. El pilar té inscripcions en els quatre costats: MISSIÓ 1965 / SALITONS 1773 / CASSERRES / RESTAURADA 1971.